# Damurhuda Upazila
Damurhuda Upazila är ett underdistrikt i Bangladesh. Det ligger i den västra delen av landet, 170 km väster om huvudstaden Dhaka.
Trakten runt Damurhuda Upazila består till största delen av jordbruksmark. Runt Damurhuda Upazila är det mycket tätbefolkat, med 1 313 invånare per kvadratkilometer.